# رضا منصور
رضا منصور (بالعبرية: רדא מנצור‏)، هو شاعر، مؤرخ وديبلوماسي. وقد قام بنشر ثلاثة كتب الشعر باللغة العبرية تلقى جائزة ميلر من جامعة حيفا فضلا عن جائزة رئيس الدولة للشباب والكتاب.
منصور من مواليد (1965) في عسفيا. وهو مرشح دكتوراه في جامعة حيفا للتاريخ الشرق الأوسط لإدارة وخريج جامعة هارفارد كلية كنيدي للدراسات الحكومية.
درس الاسبانيه في جامعة سالامانكا (التي يعود تاريخها إلى 1218، هو أقدم وأيضا واحدة من أكثر الجامعات المرموقه في إسبانيا)، ودراسات عامة الفصل الدراسي في الجامعة العبرية في القدس.
ميدان البحث هو التغييرات في النظرة إلى الهوية والبيئة الاجتماعية كما تجلت في الخطاب الفكري في سوريا خلال العقد الثالث من «الحركة التصحيحيه» 1988-2003.

## الأعمال الأدبية
السيد منصور هو أول شاعر يكتب باللغة العبرية حصرا. صاحب قصة قصيرة «جنبلاط في النقب» فاز من الفئة «اوصى قصة» جاءزه «هآرتس» قصة قصيرة الجاءزه السنويه في 1997. وبالإضافة إلى ذلك، له حاليا مجموعة من القصائد ترجمته إلى الإسبانية والبرتغاليه. وهو في العمل على كتاب من قصص قصيرة.
رضا منصور قد شارك في القراءات الشعرية والمهرجانات الشعرية في عسفيا، حيفا، تل أبيب، سان فرانسيسكو، نيويورك، لوس انجلوس، وسياتل، ميامي، هيوستن، نيو مكسيكو، سان سلفادور، وكيتو لشبونة.
اوراق الضمير
هذه المجموعة من القصائد العبرية وكتب تتفاوت في أماكن شتى أنحاء العالم ابتداء من 1998 أثناء المؤلف دراسات في والمنتهي في البرتغال بعد ذلك باربع سنوات. القصائد نذر نفسه لطبيعه واثرها على التاريخ والشعب. انها خليط معا، عربا ويهودا، والتقاليد المتعددة الاعراق تاريخ شبه الجزيرة الايبيريه مع بعض الصور الحديثة من الأدب الاميركي. انهم استكشاف العلاقات بين الناس والأماكن. عنوان الكتاب هو عنوان إحدى القصائد التي كتبت خلال الربيع كامبردج خلط مع انباء المجازر في منطقة البلقان. نشرتها «سار» للنشر 2004، ويشمل تصميم مصور مشهور اليكس levac.

## مركز رابين- كينغ للسلام
تمّ مؤخراً في جامعة مورهاوس بأتلانتا تدشين مركز رابين- كينغ للسلام بمبادرة السفير رضا منصور ابن قرية عسفيا وجامعة مورهاوس وحصل السفير رضا منصور على جائزة غاندي- كينغ باسم رئيس الحكومة سابقًا اسحاق رابين على فعالياته من أجل إحلال السلام بين الشعوب.يذكر أن هذه الجائزة القيمة كانت قد منحت سابقًا لشخصيات عالمية مثل نلسون مانديلا رئيس جنوب أفريقيا والأمير حسن بن طلال ولي العهد الأردني السابق كما واعلن عن السفير رضا منصور كعضو مجلس أمناء جامعة مورهاوي على اسم مارتن لوثر كينغ تقديرًا لمبادرته الخاصة هذه.
وتحدث السفير رضا منصور عن تجربته كابن الطائفة الدرزية الذي نشأ وترعرع في إسرائيل وعلى أهمية إيجاد أطر تمكّن أبناء الأقليات من المشاركة والوصول إلى أهداف مشتركة لتحسين أوضاع المجتمع الذي يعيشون فيه.

## تشجيع التعايش
وكرس السفير منصور حياته العامة للنهوض بالحوار ما بين العرب واليهود في إسرائيل، وخدم في العديد من المنظمات غير الحكومية التي تهدف إلى تشجيع التعايش مع اختلاف الدين والثقافة.

## الكتب الأخرى التي قدمها الشاعر
- رجل الأحلام (1987).
- من ميادين القتال إلى أرض الحرية (1991).